# Pebrina
La pebrina è una malattia del baco da seta generata dalle spore di un mesozoo, ingerite dal baco con le foglie del gelso; provoca l'atrofia del baco che non produce bava (il futuro filo serico). La malattia colpì le industrie di gelsibachicoltura italiana durante la rivoluzione agricola (1850), provocando gravi danni alle stesse. È riconoscibile da macchie nere sul corpo dell'animale.